# ジョシュア・ブロック
ジョシュア・ブロック (Joshua J. Bloch) はソフトウェア技術者。現在はGoogleのChief Java Architectで、技術書の執筆者。Java言語仕様において、表明(assert, J2SE 1.4-)、列挙型 (enum, J2SE 5.0-) の仕様策定をリードし、Javaコレクション・フレームワーク、パッケージjava.math、java.util.concurrentなどにも関与した。
2001年に著した書籍"Effective Java Programming Language Guide"はJolt Awardを受賞し、"Java Puzzlers" (2005)と"Java Concurrency In Practice" (2006)の共著者でもある。
ブロックは、TransarcでSenior Systems Designerとして働き、後にサン・マイクロシステムズでDistinguished Engineerとなる。2004年にサンを離れ、GoogleでChief Java Architectとなった。
2004年12月には、Java Developer's Journalが"Top 40 Software People in the World"の一人としてブロックを挙げている。

## 著作

### 著書
- Effective Java: Programming Language Guide, ISBN 0201310058, 2001; second edition: ISBN 978-0-321-35668-0, 2008
『Effective Java プログラミング言語ガイド』ジョシュア・ブロック (著), 柴田 芳樹 (翻訳)、ピアソン・エデュケーション、2001年 ISBN 978-4894714366
『Effective Java 第2版』Joshua Bloch (著), 柴田芳樹 (翻訳)、ピアソン・エデュケーション、2008年 ISBN 978-4894714991
- Java Puzzlers: Traps, Pitfalls, and Corner Cases, ISBN 032133678X, 2005 (co-authored with Neal Gafter)
『Java Puzzlers 罠、落とし穴、コーナーケース』ジョシュア・ブロック (著), ニール・ガフター (著), 柴田芳樹 (翻訳)、ピアソン・エデュケーション、2005年 ISBN 978-4894716896
- Java Concurrency in Practice, ISBN 0321349601, 2006 (co-authored with Brian Goetz, Tim Peierls, Joseph Bowbeer, David Holmes, and Doug Lea)
『Java並行処理プログラミング ―その「基盤」と「最新API」を究める―』Brian Goetz (著), Joshua Bloch (著), Doug Lea (著) 、ピアソン・エデュケーション、2006年 ISBN 978-4797337204